# Könössaari (ö, lat 65,04, long 29,08)
Könössaari är en ö i Finland. Den ligger i sjön Kiantajärvi och i kommunen Suomussalmi i den ekonomiska regionen  Kehys-Kainuu  och landskapet Kajanaland, i den centrala delen av landet, 600 km norr om huvudstaden Helsingfors. Öns area är 8,8 hektar och dess största längd är 430 meter i nord-sydlig riktning.